# Декамерон (альбом)
«Декамерон» — второй сольный студийный альбом российского музыканта Леонида Агутина, вышедший в 1995 году.

## Об альбоме
Записанный в конце 1995 года, второй альбом Агутина «Декамерон» практически повторил успех первого. Начиная с этого альбома, не только музыку, но и слова музыкант пишет сам. Следуя концепции названия, в альбом вошли десять песен-историй о любви.

Альбом был создан за два с половиной месяца. Сам Леонид высоко оценил вклад приглашённых музыкантов, а также коллективов созданного им ансамбля «Эсперанто» и звукозаписывающей студии в Твери, и благодарил многих других, в том числе поименно:
Особая благодарность соло-гитаристу Саше Ольцману, барабанщику Юре Геворкяну, трубачу Алексею Батыченко, бас-гитаристу Сергею Курочкину, клавишнику Александру Смирнову. Музыканты такого уровня сохранились в России в очень скромном количестве. 
Огромное спасибо продюсеру Олегу Некрасову, звукорежиссеру Валере Демьянову, замечательному коллективу студии «САЛАМ» в Твери Мише Саламову, Игорю Лалетину, Володе Тихомирову, а также музыкантам группы «Эсперанто» Леше Булгакову, Диме Рандеву, Сергею Воробьеву. 
Отдельное спасибо за помощь в решении многих идей моему тайному советнику Сергею Максимову. 
Спасибо всем, с кем я поныне дружен. Вы мне здорово помогаете жить. Спасибо всем, кого я встречал в этой жизни, за добрый совет и улыбку... Спасибо вам, что вы живете на этой земле, этой музыкой. Вы не одиноки, потому что вас много, и я среди вас - сознание, познающее непознанное, я, принимающий все как есть и объясняющий себе, как должно быть. Мы всегда будем чужими и близкими. Мы всегда будем уходить и возвращаться. Мы с вами одно целое, хрупкое и упрямое, игрушки своих судеб, ревнивые любовники своих душ. Непревзойденные Жизнью мечтатели. Мы существуем - такие, какие есть. И слава Богу...
Спасибо вам — мамочка и папочка — что я есть, это обстоятельство иногда очень забавляет меня.

— Л. Агутин

## Пресса
Альбом не остался без внимания прессы. Журналист Дмитрий Аношин («АиФ») так писал об альбоме:
Возможно, это лучшее, что произвела на свет отечественная поп-сцена за последние несколько лет. В ситуации, когда добрая половина постсоветской попсы без устали вновь и вновь перепахивает просторы ресторанно-частушечно-блатного жнивья, а другая ее часть беззастенчиво, хотя небесталанно, передирает последние образцы западной продукции, качественную и интеллектуальную поп-музыку пытаются делать очень немногие, а получается и подавно у единиц. У Леонида получилось. Стоит напомнить, что этот альбом полностью авторский: тексты, музыка и аранжировка принадлежат Леониду. Альбом прослушивается на едином дыхании и производит впечатление маленького шедевра.

## Список композиций
Автор музыки всех песен — Леонид Агутин.
| №                   | Название                                                    | Длительность |
| ------------------- | ----------------------------------------------------------- | ------------ |
| 1.                  | «Остров» (An Island)                                        | 3:53         |
| 2.                  | «На сиреневой луне» (On The Lilac Moon)                     | 4:03         |
| 3.                  | «Пароход» (A Steamship)                                     | 3:32         |
| 4.                  | «Бум голова бум» (Boom Head Boom)                           | 3:23         |
| 5.                  | «Ты вернёшься опять» (You'll Return Again)                  | 3:52         |
| 6.                  | «Путник звёздных дорог» (The Wayfarer Of The Stellar Roads) | 4:48         |
| 7.                  | «Всё куда-то девалось» (Everything's Disappeared Somewhere) | 4:58         |
| 8.                  | «Муха» (A Fly)                                              | 3:16         |
| 9.                  | «Двери в небеса» (The Doors To Heaven)                      | 5:00         |
| 10.                 | «Olé Olé» (Ole Ole)                                         | 3:35         |
| Общая длительность: | Общая длительность:                                         | 40:20        |